# 부동산 거품
부동산 거품(real estate bubble 또는 property bubble) 또는 주택 시장의 주택 거품(housing bubble)은 지역 또는 세계 부동산 시장에서 주기적으로 발생하며 일반적으로 토지 붐(land boom)에 이어지는 경제 거품의 한 유형이다. 토지 붐은 주택과 같은 부동산의 시장가격이 지속 불가능한 수준까지 급격히 상승했다가 하락하는 것을 말한다. 급증부터 폭락(crash)까지의 기간을 거품(froth)이라고 부른다. 부동산 거품을 식별하고 이를 예방할 수 있는지, 그리고 이러한 현상이 더 폭넓은 거시경제적 중요성을 갖는지에 대한 설명은 경제학파마다 상이하다.
2007-2008년 세계 금융 위기는 2000년대 동안 여러 국가에서 시작되었던 부동산 거품이 터진 것과 관련이 있다.

## 같이 보기
- 전세권
- 부동산